# Fragment d'un grand camée « tête laurée de Claude »
Fragment d'un grand camée « tête laurée de Claude » est un camée qui provient des anciennes collections de Sir Bernard Oppenheimer. Il est réalisé en Sardonyx au Ier siècle vers 41-50. Il est actuellement conservé au British Museum . 

## Description
Le camée représente le profil droit de l'empereur Claude. Il est taillé dans du Sardonyx, une variété d'onyx (agate) dans lequel les bandes colorées sont de couleurs plus brunes que noires. Le travail de taille des différentes couches colorées de la pierre est visible  notamment sur la couronne de laurier qui est ici brune et tranche avec le blanc du visage.   

## Contexte historique
L'art du camée atteint son apogée au Ier siècle. Ces objets précieux transmis de génération en génération, constituent aujourd'hui les pièces principales des grandes collections de médailliers comme par exemple le Grand Camée de France contemporain de ce fragment de camée.

## Expositions
Cette statue a été présentée lors des expositions suivantes :
- exposition Claude, un empereur au destin singulier, de décembre 2018 à mars 2019 au Musée des Beaux-Arts de Lyon[1] ;
- exposition Othon le Grand et l'Empire romain, d'août à décembre 2012 au Kulturhistorisches Museum de Magdebourg (Allemagne)[2].